# Cinquefrondi
Cinquefrondi (Cincufrùndi oppure Cincrùndi in calabrese) è un comune italiano di 6 228 abitanti della città metropolitana di Reggio.

## Geografia fisica

### Territorio
Cinquefrondi si trova ai confini della piana di Gioia Tauro, a un'altitudine di 257 metri sul livello del mare e il suo territorio ricade in quello del Parco nazionale dell'Aspromonte.
Crea una conurbazione con il comune di Polistena.

## Origini del nome
Secondo Michele Sarconi, il nome deriverebbe dalle cinque torri che cingevano la fortificazione difensiva. Il conte di Gerace Antonio Caracciolo entrò in possesso della baronia di San Giorgio grazie alla Regina Giovanna I d'Angiò, in seguito acquistò i due casali di Mossuto e Capperano, mentre tra il 1370 e 1389 unificò cinque villaggi, ai quale diede il nome di Quinquefrondium (Cinquefrondi).

## Storia

### Fondazione
(Girolamo Marafioti, Croniche, et antichita di Calabria pag. 113, Padova, Ad instanza de gl'Uniti, 1601.)
Le origini del sito sono descritte soltanto da fonti di tradizione orale e per lo più leggendarie, le quali parrebbero indicare che prima dell'insediamento urbano, all'epoca della Magna Grecia, nacquero due templi pagani, mentre la cittadina sarebbe sorta dopo, già in era cristiana. Uno dei templi era dedicato alle Muse, sui resti dell'altro sarebbe invece sorta, secoli dopo, l'attuale chiesa del SS. Rosario.
Il tempio delle Muse diede anche il nome, per un certo periodo, alla cittadina, chiamata infatti in latino Templum Musarum.

### Il monastero
Intorno al IV secolo fu eretto un monastero di monaci basiliani che, abbandonato nel VII secolo, fu in seguito riutilizzato episodicamente sino al 1783 quando il terremoto lo distrusse, radendo al suolo la città. Il monastero dovette essere verosimilmente intitolato a San Filippo d'Argirò, nome con cui è noto oggi e al quale erano intitolati altri edifici analoghi a Pellaro e a Gerace e il Fiore riferisce che nel 1436 sarebbe stato ristrutturato da Franca d'Anoja [...] con breve di papa Eugenio IV. La stessa fonte soggiunge che assunse il nuovo titolo di San Filippo e San Giacomo, passando ai Riformati nel 1596.

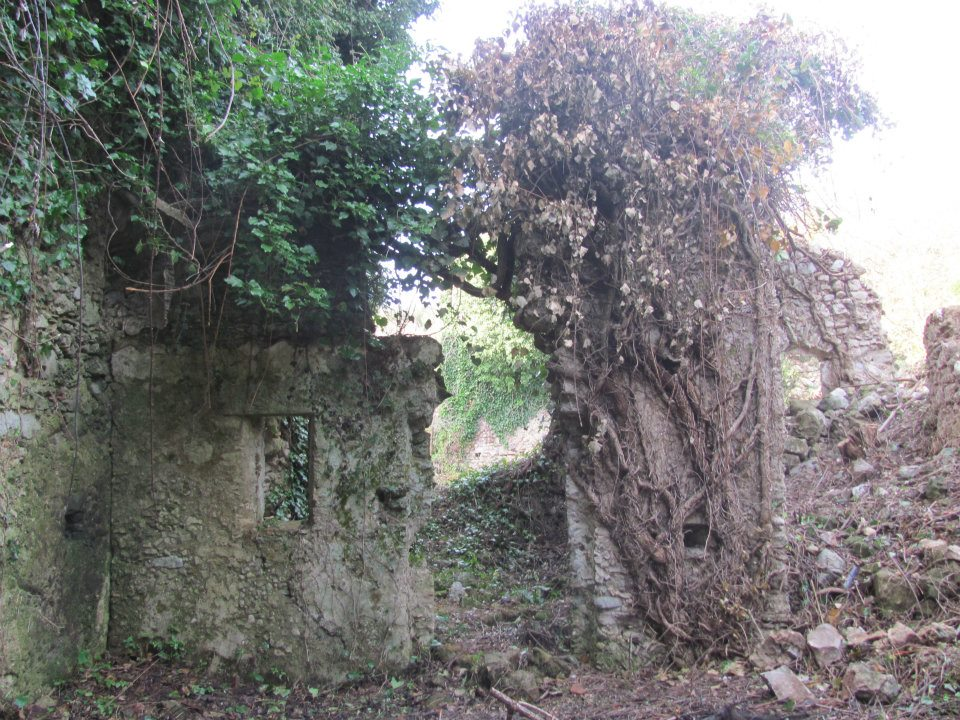
Particolare
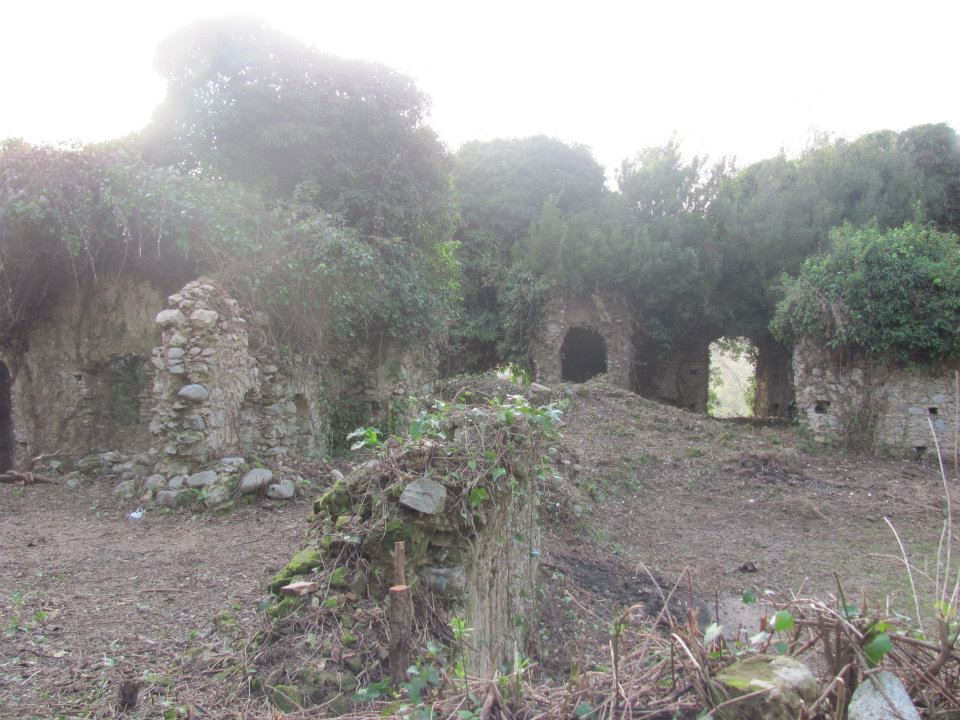
Veduta panoramica
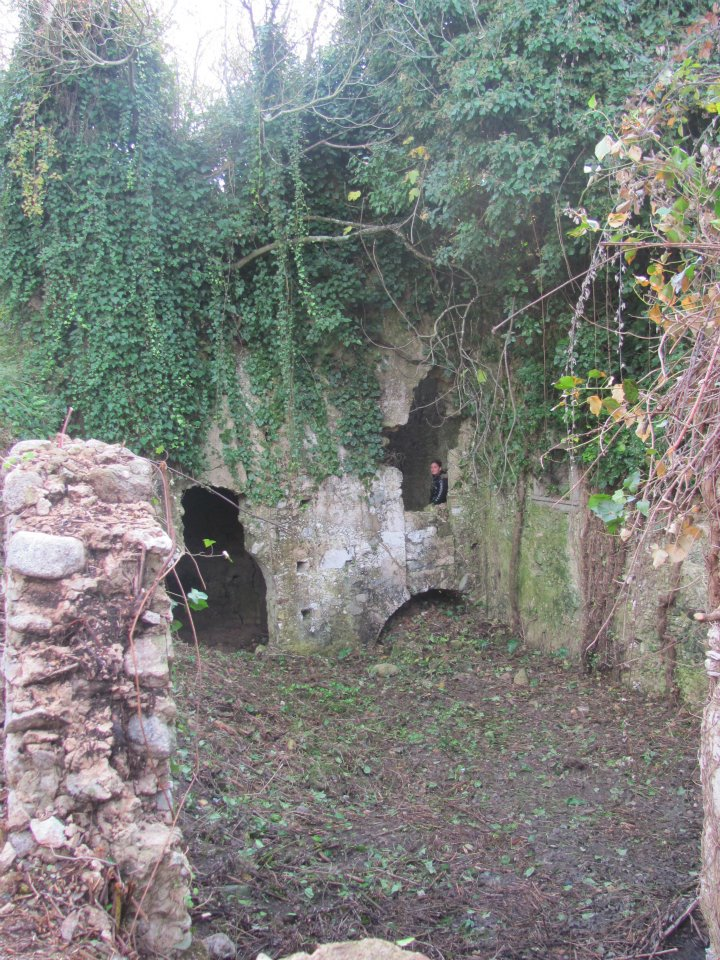
Piano interrato
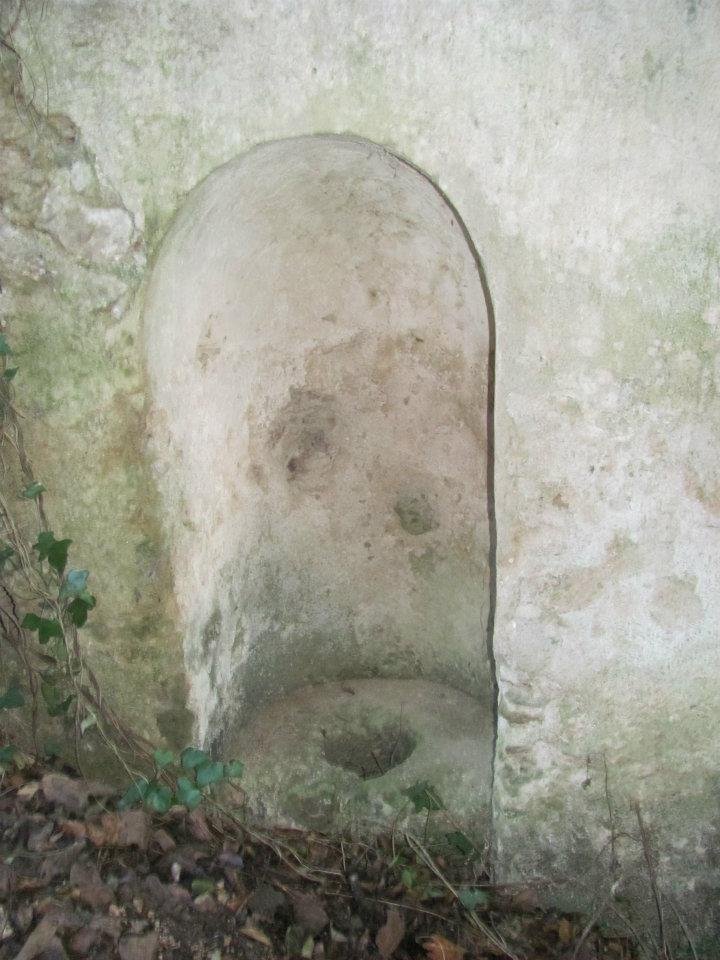
I bagni

### Età feudale
Nel XIV secolo Cinquefrondi faceva parte del feudo di Anoia comprendente le vicine Grotteria, Maropati, Tritanti, Galatro e Plaesano, e assegnato alla famiglia Caracciolo. Nel XVII secolo è attestato l'uso del titolo di marchese di Cinquefrondi, che in quel periodo era della famiglia Pescara. La famiglia Giffone, che ottenne il titolo di Marchese di Cinquefrondi nel 1611, nel 1580 aveva fondato (con facoltà di papa Gregorio XIII) il monastero dei Padri osservanti francescani e nel 1695 la chiesa di Santa Maria del Soccorso.
Nel 1703 fu data alle stampe una pubblicazione storica che raccoglieva informazioni sulla città a partire dalle sue origini.

### Dal sisma del 1783 a oggi
Nel 1783 si ebbe la distruzione del paese ad opera del terremoto. Più fonti tramandano che il casale di Giffuni perì e il torrente Giffuni scomparve, mentre apparve un laghetto.
Nel XIX secolo la città faceva parte della diocesi di Mileto.
Nel 1899 lasciò il paese l'anarchico Giuseppe Condò, il quale emigrò per l'Argentina ove assunse il nome di Josè Martine; qui, nel 1903, prese parte ai tumulti legati alla proclamazione dello stato d'assedio e in tale circostanza ebbe a pugnalare un poliziotto. Fu riconosciuto insano di mente e avviato verso un manicomio criminale, dal quale fuggì per rimpatriare in Calabria. Tornò in Argentina poco dopo, ma nel 1911 fu accusato di fabbricazione di materie esplodenti, processato, riconosciuto innocente, ma espulso. Tornato di nuovo a Cinquefrondi, nel 1913 ne ripartì clandestinamente (non avendo passaporto) stavolta in direzione di New York, ove riprese la militanza anarchica.
Nel 1921 l'archeologo Vincenzo De Cristo (originario di Cittanova), forse su indicazione di Paolo Orsi (che ne aveva suggerito la nomina a regio ispettore onorario di Scavi e Monumenti), intraprese operazioni di escavo.

#### Palazzi nobiliari
Tutti gli antichi palazzi presenti a Cinquefrondi sono successivi al terremoto del 1783. I più importanti sono:
- Palazzo Manfroce
- Palazzo Guerrisi

## Società
Musei
Casa della Cultura

### Evoluzione demografica
Abitanti censiti

### Religione
La religione più diffusa è quella cattolica di rito romano. La città fa parte della diocesi di Oppido Mamertina-Palmi e del vicariato di Polistena. Il territorio comunale attualmente appartiene a un'unica parrocchia, intitolata a San Michele Arcangelo.
Sempre in ambito del cattolicesimo sono presenti a Cinquefrondi due istituti religiosi femminili, composti dalle Suore Missionarie del Catechismo e dalla Congregazione delle Suore di San Giovanni Battista, oltre a due congregazioni laiche, l'Arciconfraternita di Nostra Signora del Monte Carmelo e la Confraternita del Santissimo Rosario.

### Tradizioni e folclore
Festa patronale di San Michele arcangelo
È la festa del patrono di Cinquefrondi e si tiene insieme a una fiera che dura tre giorni e occupa il centro cittadino. La parte religiosa della festa comprende la processione al seguito della statua della Vittoria dell'arcangelo Michele su Satana, opera di Vincenzo Scrivo.
Festa di San Rocco
La ricorrenza cade la seconda domenica del mese di settembre, ed è preceduta da una novena. Durante la novena i bambini vanno questuando con vassoi istoiati con icone del santo, per sollecitare offerte con cui si finanzia lo spettacolo dei fuochi d'artificio. Tradizionalmente, sui marciapiedi e negli spazi antistanti le case si realizzano i cosiddetti "deserti", consistenti in sorta di ripari di tavole e pali che hanno un rivestimento interno fatto di canne intrecciate con piante di fiume; nei "deserti", cioè all'interno degli spazi così delimitati, si raffigurano alcune tappe di rilievo della vita di san Rocco (il ritiro in una grotta, la sorgente miracolosa, la cura degli appestati, il carcere, la chiesa). Talora i bambini vi figurano vestiti da carcerati o da ammalati. Si tiene anche una processione in cui alcuni fra i partecipanti hanno il capo coperto dai "pajjaredi" (o "spinati"), che consistono in campane di spine, a forma di pagliaio; questi fedeli seguono il percorso a piedi scalzi.

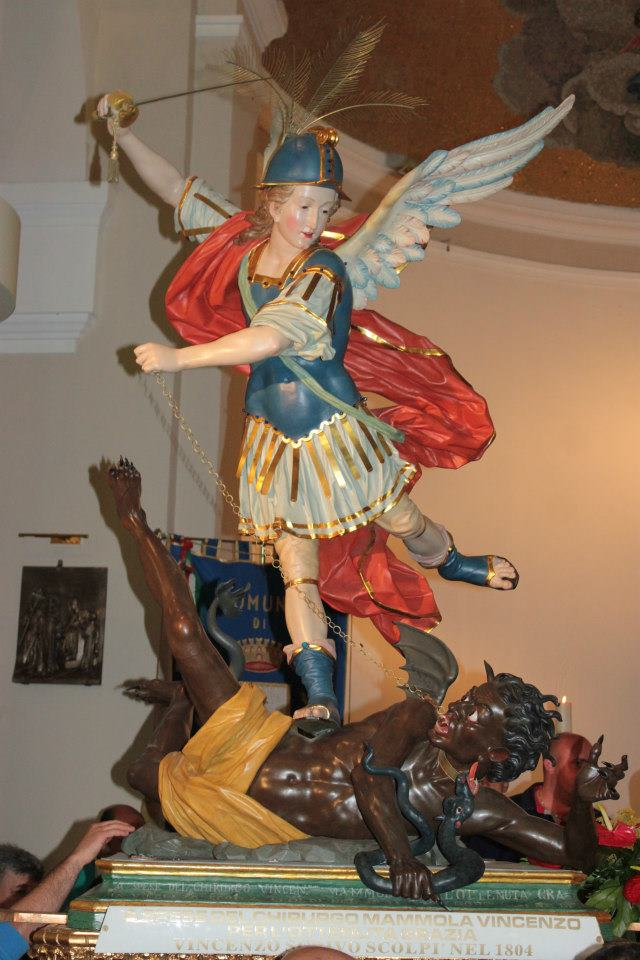
Statua di San Michele
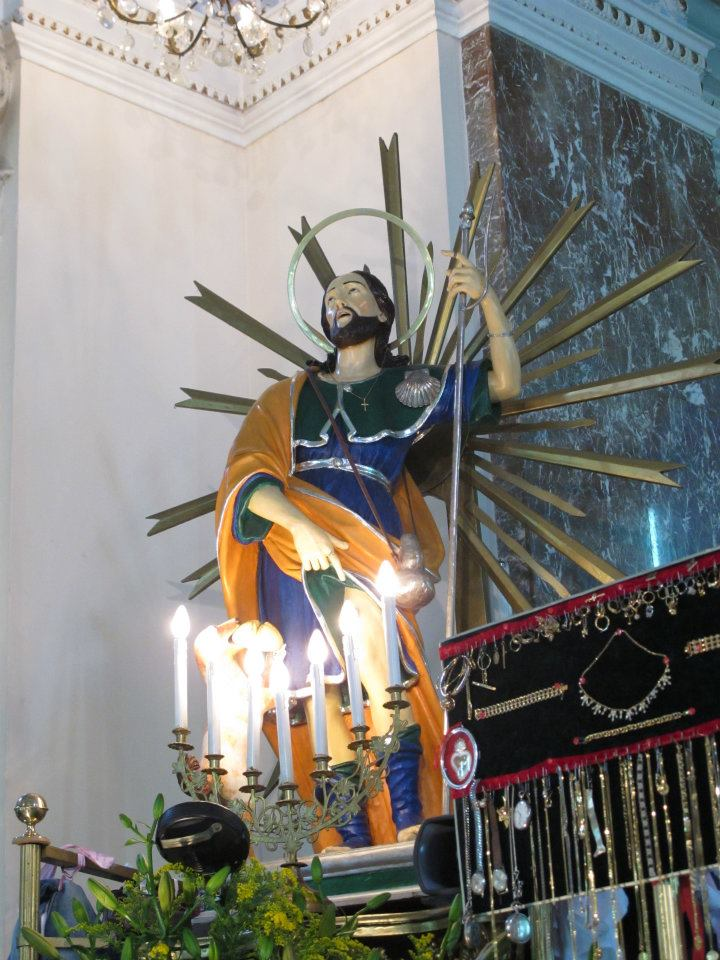
Statua di San Rocco
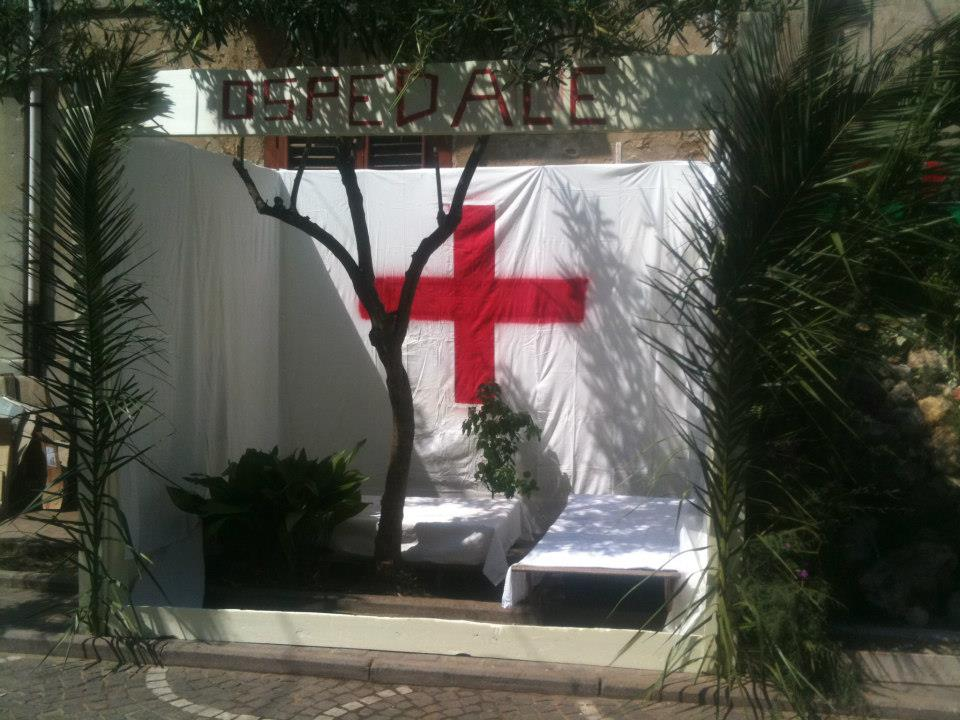
Un deserto
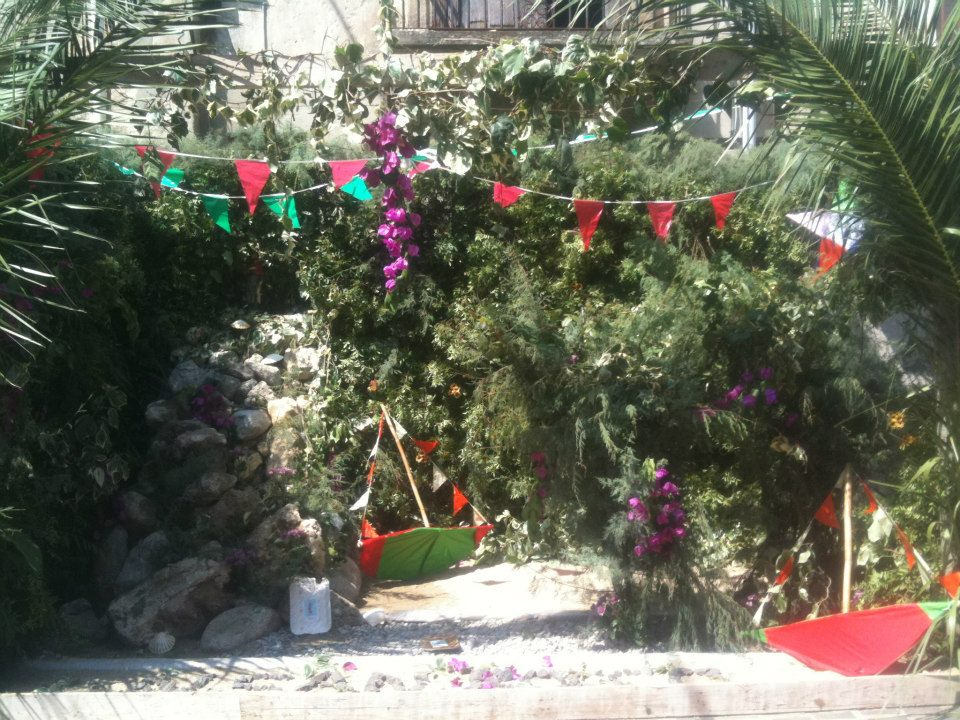
Un "deserto" completo

## Economia
L'economia di Cinquefrondi si basa sia sulle attività agricole, con produzione di olive, agrumi, uva e cereali, sia sullo sfruttamento delle attività silvo-pastorali.

## Infrastrutture e trasporti

### Strade
Cinquefrondi è attraversata dalla Strada statale 682 (due svincoli per la cittadina) e dalla Strada provinciale 4.

### Ferrovie
Cinquefrondi è stato uno dei capilinea della ferrovia delle cosiddette linee taurensi, che la congiungevano a Gioia Tauro, Palmi e Sinopoli.